# Баньєрас-дал-Панадес
Баньє́рас-дал-Панаде́с (кат. Banyeres del Penedès, вимова літературною каталанською [bə'ɲεɾəs dəł pənə'ðεs]) - муніципалітет, розташований в Автономній області Каталонія, в Іспанії. Код муніципалітету за номенклатурою Інституту статистики Каталонії - 430206. Знаходиться у районі (кумарці) Баш-Панадес (коди району - 12 та BP) провінції Таррагона, згідно з новою адміністративною реформою перебуватиме у складі баґарії (округи) Камп-да-Таррагона. 

## Назва муніципалітету
Назва муніципалітету походить від лат. balnĕarĭas - "місце, де розташовані бані" та лат. pĭnna - "скеля".

## Населення
Населення міста (у 2007 р.) становить 2.696 осіб (з них менше 14 років - 17,7%, від 15 до 64 - 70,0%, понад 65 років - 12,2%). У 2006 р. народжуваність склала 42 особи, смертність - 13 осіб, зареєстровано 7 шлюбів. У 2001 р. активне населення становило 862 особи, з них безробітних - 78 осіб.

Серед осіб, які проживали на території міста у 2001 р., 1.052 народилися в Каталонії (з них 513 осіб у тому самому районі, або кумарці), 579 осіб приїхало з інших областей Іспанії, а 105 осіб приїхало з-за кордону. 

Вищу освіту має 9,3% усього населення. 

У 2001 р. нараховувалося 606 домогосподарств (з них 17,5% складалися з однієї особи, 25,2% з двох осіб,24,6% з 3 осіб, 21,5% з 4 осіб, 9,1% з 5 осіб, 1,7% з 6 осіб, 0,3% з 7 осіб, 0,2% з 8 осіб і 0,0% з 9 і більше осіб).

Активне населення міста у 2001 р. працювало у таких сферах діяльності : у сільському господарстві - 4,1%, у промисловості - 42,0%, на будівництві - 12,1% і у сфері обслуговування - 41,8%. 

 У муніципалітеті або у власному районі (кумарці) працює 483 особи, поза районом - 543 особи.

### Безробіття
У 2007 р. нараховувалося 110 безробітних (у 2006 р. - 106 безробітних), з них чоловіки становили 38,2%, а жінки - 61,8%.

## Економіка

### Підприємства міста

#### Промислові підприємства
| \| Промислові підприємства міста, за сферою діяльності \| Промислові підприємства міста, за сферою діяльності \| Промислові підприємства міста, за сферою діяльності \| \| Рік \| 2002 р. \| 2001 р. \| \| --------------------------------------------------- \| --------------------------------------------------- \| --------------------------------------------------- \| \| Енергетичні та водні ресурси \| 0,0% \| 0,0% \| \| Хімія та метали \| 6,7% \| 5,9% \| \| Переробка металів \| 26,7% \| 29,4% \| \| Продукти харчування \| 20,0% \| 17,6% \| \| Текстиль \| 13,3% \| 17,6% \| \| Виробництво меблів, видання \| 26,7% \| 23,5% \| \| Інше \| 6,7% \| 5,9% \| \| Усього підприємств \| 15 \| 17 \| |         |         |
| Промислові підприємства міста, за сферою діяльності |         |         |
| Рік | 2002 р. | 2001 р. |
| Енергетичні та водні ресурси | 0,0%    | 0,0%    |
| Хімія та метали | 6,7%    | 5,9%    |
| Переробка металів | 26,7%   | 29,4%   |
| Продукти харчування | 20,0%   | 17,6%   |
| Текстиль | 13,3%   | 17,6%   |
| Виробництво меблів, видання | 26,7%   | 23,5%   |
| Інше | 6,7%    | 5,9%    |
| Усього підприємств | 15      | 17      |

#### Роздрібна торгівля
| \| Підприємства роздрібної торгівлі міста, за сферою діяльності \| Підприємства роздрібної торгівлі міста, за сферою діяльності \| Підприємства роздрібної торгівлі міста, за сферою діяльності \| \| Рік \| 2002 р. \| 2001 р. \| \| ------------------------------------------------------------ \| ------------------------------------------------------------ \| ------------------------------------------------------------ \| \| Продукти харчування \| 35,7% \| 40,0% \| \| Одяг та взуття \| 7,1% \| 6,7% \| \| Товари для дому \| 0,0% \| 0,0% \| \| Книги та періодичні видання \| 0,0% \| 0,0% \| \| Промислова хімічна продукція \| 14,3% \| 13,3% \| \| Продукція, пов'язана з транспортними засобами \| 7,1% \| 6,7% \| \| Інше \| 35,7% \| 33,3% \| \| Усього підприємств \| 14 \| 15 \| |         |         |
| Підприємства роздрібної торгівлі міста, за сферою діяльності |         |         |
| Рік | 2002 р. | 2001 р. |
| Продукти харчування | 35,7%   | 40,0%   |
| Одяг та взуття | 7,1%    | 6,7%    |
| Товари для дому | 0,0%    | 0,0%    |
| Книги та періодичні видання | 0,0%    | 0,0%    |
| Промислова хімічна продукція | 14,3%   | 13,3%   |
| Продукція, пов'язана з транспортними засобами | 7,1%    | 6,7%    |
| Інше | 35,7%   | 33,3%   |
| Усього підприємств | 14      | 15      |

#### Сфера послуг
| \| Підприємства міста, що працюють у сфері послуг, за діяльністю \| Підприємства міста, що працюють у сфері послуг, за діяльністю \| Підприємства міста, що працюють у сфері послуг, за діяльністю \| \| Рік \| 2002 р. \| 2001 р. \| \| ------------------------------------------------------------- \| ------------------------------------------------------------- \| ------------------------------------------------------------- \| \| Гуртова торгівля \| 7,1% \| 8,9% \| \| Готелі та готельний бізнес \| 14,3% \| 21,4% \| \| Транспорт та зв'язок \| 21,4% \| 19,6% \| \| Посередницькі фінансові послуги \| 7,1% \| 7,1% \| \| Послуги підприємствам \| 3,6% \| 3,6% \| \| Послуги фізичним особам \| 19,6% \| 17,9% \| \| Нерухомість та ін. \| 26,8% \| 21,4% \| \| Усього підприємств \| 56 \| 56 \| |         |         |
| Підприємства міста, що працюють у сфері послуг, за діяльністю |         |         |
| Рік | 2002 р. | 2001 р. |
| Гуртова торгівля | 7,1%    | 8,9%    |
| Готелі та готельний бізнес | 14,3%   | 21,4%   |
| Транспорт та зв'язок | 21,4%   | 19,6%   |
| Посередницькі фінансові послуги | 7,1%    | 7,1%    |
| Послуги підприємствам | 3,6%    | 3,6%    |
| Послуги фізичним особам | 19,6%   | 17,9%   |
| Нерухомість та ін. | 26,8%   | 21,4%   |
| Усього підприємств | 56      | 56      |

## Житловий фонд
У 2001 р. 3,1% усіх родин (домогосподарств) мали житло метражем до 59 м2, 30,7% - від 60 до 89 м2, 40,1% - від 90 до 119 м2 і
26,1% - понад 120 м2.

З усіх будівель у 2001 р. 67,5% було одноповерховими, 27,0% - двоповерховими, 4,5
% - триповерховими, 1,0% - чотириповерховими, 0,0% - п'ятиповерховими, 0,0% - шестиповерховими,
0,0% - семиповерховими, 0,0% - з вісьмома та більше поверхами.

## Автопарк
| \| Автомобілі, зареєстровані у місті, за призначенням \| Автомобілі, зареєстровані у місті, за призначенням \| Автомобілі, зареєстровані у місті, за призначенням \| \| Рік \| 2006 р. \| 2005 р. \| \| -------------------------------------------------- \| -------------------------------------------------- \| -------------------------------------------------- \| \| Приватні автомобілі \| 72,2% \| 72,5% \| \| Мотоцикли \| 9,3% \| 9,4% \| \| Вантажівки \| 13,4% \| 13,0% \| \| Трактори \| 0,6% \| 0,7% \| \| Автобуси та ін. \| 4,5% \| 4,3% \| \| Усього автомобілів \| 2.04 шт. \| 1.867 шт. \| |          |           |
| Автомобілі, зареєстровані у місті, за призначенням |          |           |
| Рік | 2006 р.  | 2005 р.   |
| Приватні автомобілі | 72,2%    | 72,5%     |
| Мотоцикли | 9,3%     | 9,4%      |
| Вантажівки | 13,4%    | 13,0%     |
| Трактори | 0,6%     | 0,7%      |
| Автобуси та ін. | 4,5%     | 4,3%      |
| Усього автомобілів | 2.04 шт. | 1.867 шт. |

## Вживання каталанської мови
У 2001 р. каталанську мову у місті розуміли 94,2% усього населення (у 1996 р. - 96,1%), вміли говорити нею 75,0% (у 1996 р. - 
72,7%), вміли читати 76,3% (у 1996 р. - 73,8%), вміли писати 55,7
% (у 1996 р. - 49,6%). Не розуміли каталанської мови 5,8%.

## Політичні уподобання
У виборах до Парламенту Каталонії у 2006 р. взяло участь 1.074 особи (у 2003 р. - 1.027 осіб). Голоси за політичні сили розподілилися таким чином:
| \| Вибори до Парламенту Каталонії \| Вибори до Парламенту Каталонії \| Вибори до Парламенту Каталонії \| \| Рік \| 2006 р. \| 2003 р. \| \| -------------------------------------- \| ------------------------------ \| ------------------------------ \| \| Конвергенція та Єднання (CiU) \| 34,5% \| 34,7% \| \| Соціалістична партія Каталонії (PSC) \| 31,9% \| 41,0% \| \| Народна партія (PP) \| 11,1% \| 9,4% \| \| Ініціатива за Каталонію — Зелені (ICV) \| 8,8% \| 3,6% \| \| Республіканська лівиця Каталонії (ERC) \| 9,8% \| 11,0% \| \| Громадяни — Громадянська партія (C's) \| 1,5% \| 0,0% \| \| Інші \| 2,5% \| 0,3% \| |         |         |
| Вибори до Парламенту Каталонії |         |         |
| Рік | 2006 р. | 2003 р. |
| Конвергенція та Єднання (CiU) | 34,5%   | 34,7%   |
| Соціалістична партія Каталонії (PSC) | 31,9%   | 41,0%   |
| Народна партія (PP) | 11,1%   | 9,4%    |
| Ініціатива за Каталонію — Зелені (ICV) | 8,8%    | 3,6%    |
| Республіканська лівиця Каталонії (ERC) | 9,8%    | 11,0%   |
| Громадяни — Громадянська партія (C's) | 1,5%    | 0,0%    |
| Інші | 2,5%    | 0,3%    |

У муніципальних виборах у 2007 р. взяло участь 1.452 особи (у 2003 р. - 1.159 осіб). Голоси за політичні сили розподілилися таким чином:
| \| Муніципальні вибори \| Муніципальні вибори \| Муніципальні вибори \| \| Рік \| 2007 р. \| 2003 р. \| \| -------------------------------------- \| ------------------- \| ------------------- \| \| Конвергенція та Єднання (CiU) \| 38,4% \| 41,8% \| \| Соціалістична партія Каталонії (PSC) \| 40,4% \| 56,3% \| \| Народна партія (PP) \| 4,4% \| 1,9% \| \| Ініціатива за Каталонію — Зелені (ICV) \| 16,7% \| 0,0% \| \| Республіканська лівиця Каталонії (ERC) \| 0,0% \| 0,0% \| \| Громадяни — Громадянська партія (C's) \| 0% \| 0% \| \| Інші \| 0,0% \| 0,0% \| |         |         |
| Муніципальні вибори |         |         |
| Рік | 2007 р. | 2003 р. |
| Конвергенція та Єднання (CiU) | 38,4%   | 41,8%   |
| Соціалістична партія Каталонії (PSC) | 40,4%   | 56,3%   |
| Народна партія (PP) | 4,4%    | 1,9%    |
| Ініціатива за Каталонію — Зелені (ICV) | 16,7%   | 0,0%    |
| Республіканська лівиця Каталонії (ERC) | 0,0%    | 0,0%    |
| Громадяни — Громадянська партія (C's) | 0%      | 0%      |
| Інші | 0,0%    | 0,0%    |